# Orangutan Land Trust
O Orangutan Land Trust é uma instituição de caridade do Reino Unido, cujo objectivo é fornecer soluções sustentáveis para a sobrevivência a longo prazo do orangotango na natureza, garantindo áreas seguras de floresta para a sua sobrevivência. A presidente do projeto é a Lone Drøscher Nielsen, fundadora do projeto Nyaru Menteng, o maior projeto de resgate de primatas do mundo. 
Embora existam projetos que resgatem e reabilitem orangotangos, há uma crescente escassez de floresta tropical em que o orangotango pode viver, e como consequência, a espécie está enfrentando uma ameaça de extinção. Lone Drøscher Nielsen escreveu assim: "Protegendo as áreas florestais seguras é a coisa mais importante que podemos fazer para salvar o orangotango da extinção".